# Руйак (кантон)
Руйа́к (фр. Rouillac) — кантон во Франции, находится в регионе Пуату — Шаранта, департамент Шаранта. Входит в состав округа Коньяк.
Код INSEE кантона — 1623. Всего в кантон Руйак входят 16 коммун, из них главной коммуной является Руйак.
Население кантона на 2007 год составляло 7342 человека.
Коммуны кантона:
- Анвиль
- Биньяк
- Бонвиль
- Во-Руйак
- Гурвиль
- Женак
- Курбийак
- Марёй
- Марсийак-Ланвиль
- Мон
- Монтинье
- Ож-Сен-Медар
- Плезак
- Руйак
- Сен-Сибардо
- Сонвиль